# Canyon-Eiche
Die Canyon-Eiche (Quercus chrysolepis) ist eine Pflanzenart aus der Gattung der Eichen (Quercus) in der Familie der Buchengewächse (Fagaceae). Sie ist im Südwesten der USA und im Nordwesten Mexikos beheimatet.

## Beschreibung

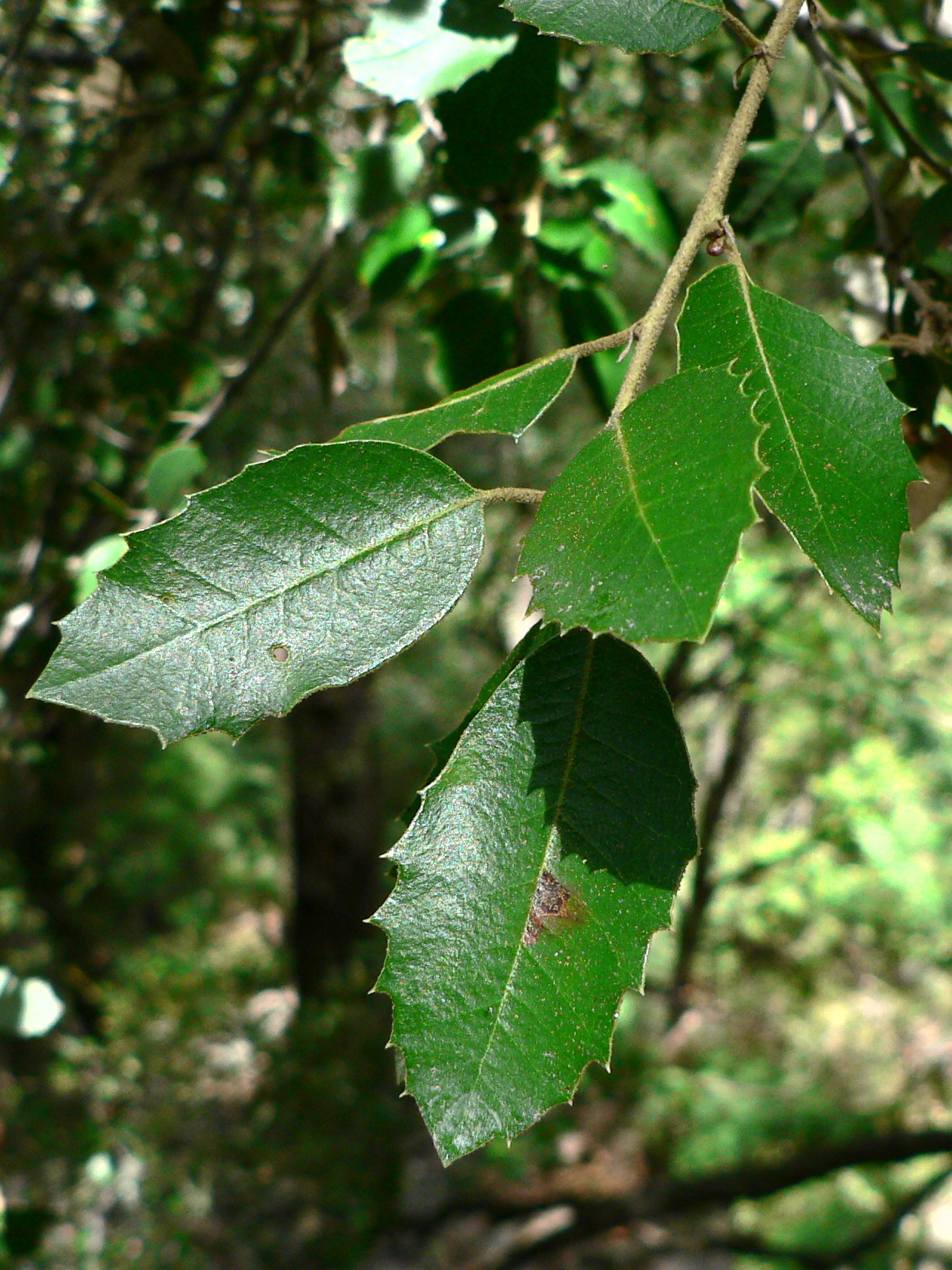
Wechselständig am Zweig angeordnete, stachelig gezähnte, ledrige Laubblätter

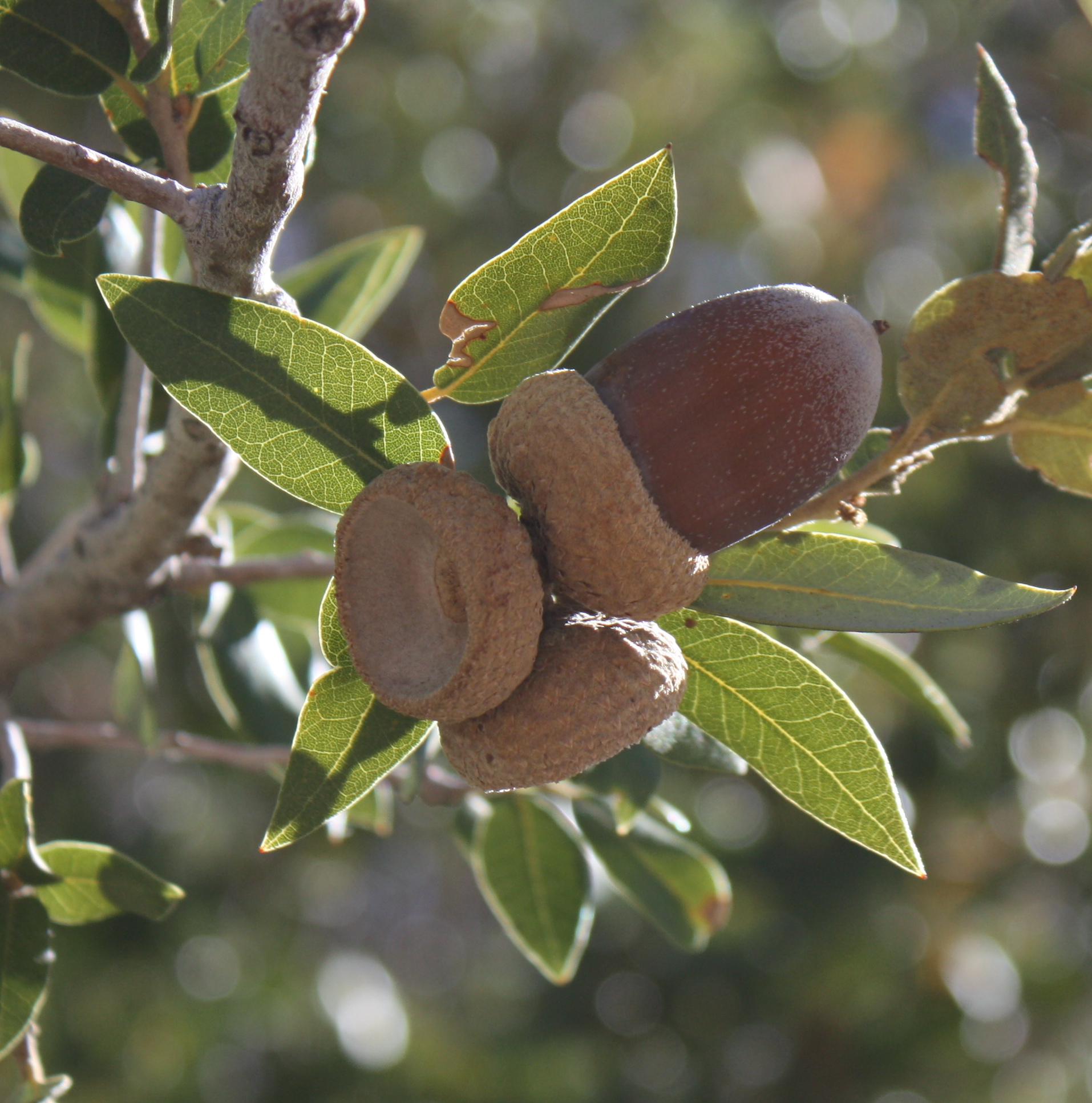
Cupula und reife Eichel

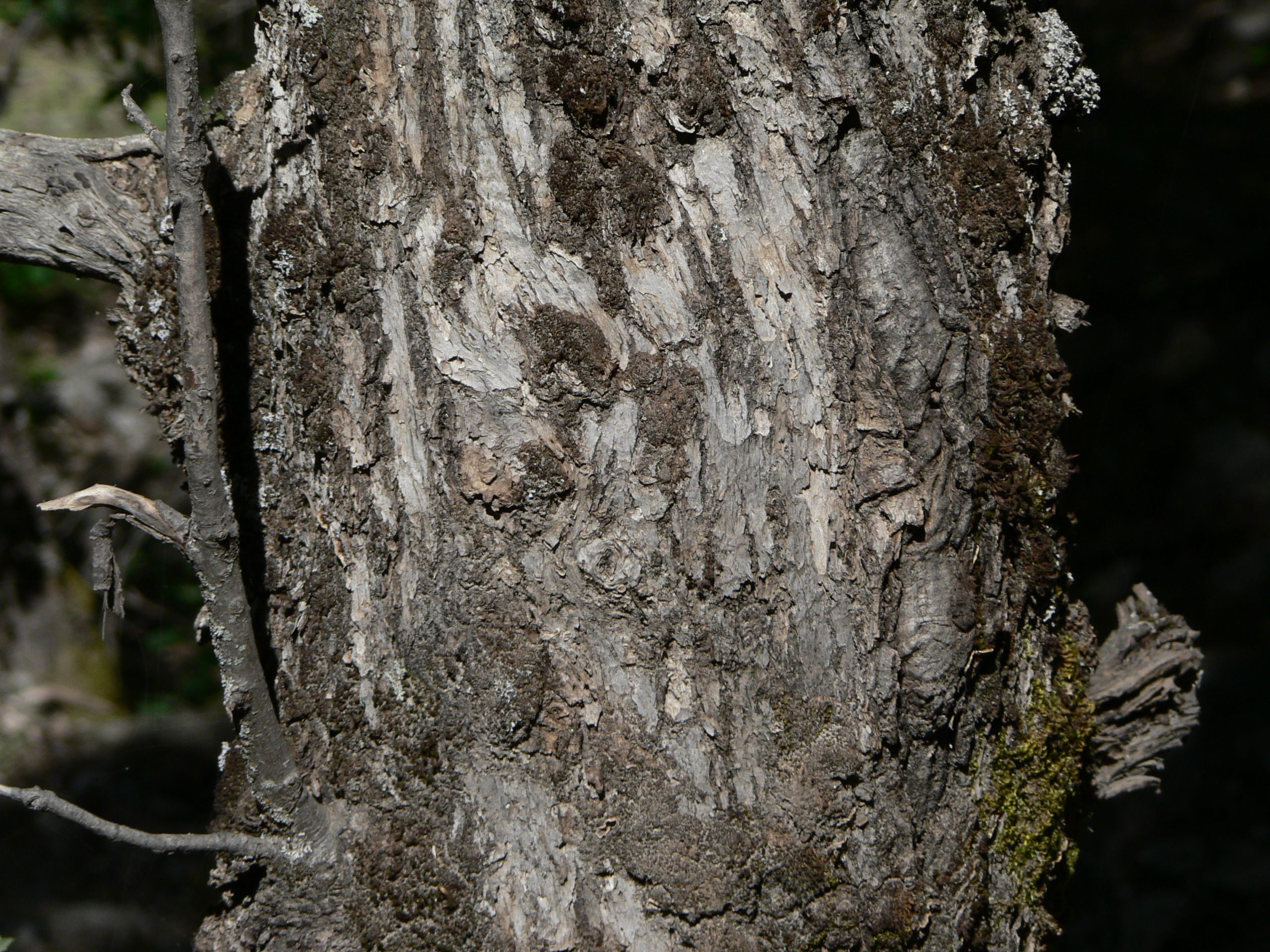
Borke

Quercus chrysolepis wächst als immergrüner Strauch oder Baum. Als Baum können Wuchshöhen von bis zu 25 Metern erreicht werden. Die 1 bis 2 Millimeter dicken, biegsamen Zweige gehen in einem Winkel von ungefähr 60° ab. Ihre goldbraune Rinde ist im ersten Jahr dicht behaart; im zweiten Jahr lockert die Dichte der Behaarung auf. Die konischen Terminalknospen werden 2 bis 8 Millimeter lang und sind braun. Aus „schlafenden Knospen“, die sich unter der Borke an der Basis der Bäume befinden, können Ausläufer gebildet werden.
Die Laubblätter sind wechselständig an den Zweigen angeordnet. Der 3 bis 14 Millimeter lange Blattstiel weist eine rostfarbige Behaarung auf und ist auf der Oberseite abgeflacht. Die einfache, relativ dicke, ledrige Blattspreite ist mit einer Länge von 2 bis 7 Zentimetern und einer Breite von 1 bis 3,5 Zentimetern länglich mit einer stumpfen bis gerundeten Spreitenbasis und einem spitzen Ende; sie ist meist flach bis leicht konkav. Vom Hauptnerv der Blätter gehen in etwa 50°-Winkeln zwölf oder mehr Paare von Seitennerven ab. Die regelmäßig gezähnten und vor allem bei jungen Blättern stacheligen Blattränder sind etwas aufgestellt. Die schorfige Blattoberseite ist gelblichgrün und locker behaart, mit zunehmendem Alter dichter. Die Blattunterseite ist locker behaart oder kahl und weist eine bläulichweiße Wachsschicht sowie goldfarbene Drüsen auf.
Die Canyon-Eiche ist windblütig (anemophil), einhäusig getrenntgeschlechtig (monözisch) und wird mit 15 bis 20 Jahren mannbar. Die Blütezeit erstreckt sich von Mai bis Juni. Die männlichen Blüten stehen in schmalen, gelb-braunen, wollig behaarten, 5 bis 10 Zentimeter langen kätzchenförmigen Blütenständen. Die meist einzeln stehenden weiblichen Blüten sind gelbbraun gefärbt mit einer hellroten Narbe.
Die Eicheln reifen im Herbst des gleichen Jahres; sie stehen einzeln oder zu zweit, seltener zu dritt oder viert an den Zweigen. Der flache Fruchtbecher (Cupula) hat eine Höhe von etwa 4 bis 10 Millimetern, einen Durchmesser von 15 bis 40 Millimetern und umgibt die Eicheln nur an ihrer Basis. Die Ränder des Fruchtbechers sind meist korkig verdickt. Die kahlen, hell kastanienbraunen Eicheln sind mit einer Länge von 1,5 bis 5,1 Zentimetern und einem Durchmesser von 1 bis 2 Zentimetern ellipsoid oder eiförmig mit stumpfen Ende. Das Gewicht der Eicheln variiert weit. Die Diasporen werden zum Teil von Tieren (Versteckausbreitung) verbreitet.

## Verbreitung und Standort

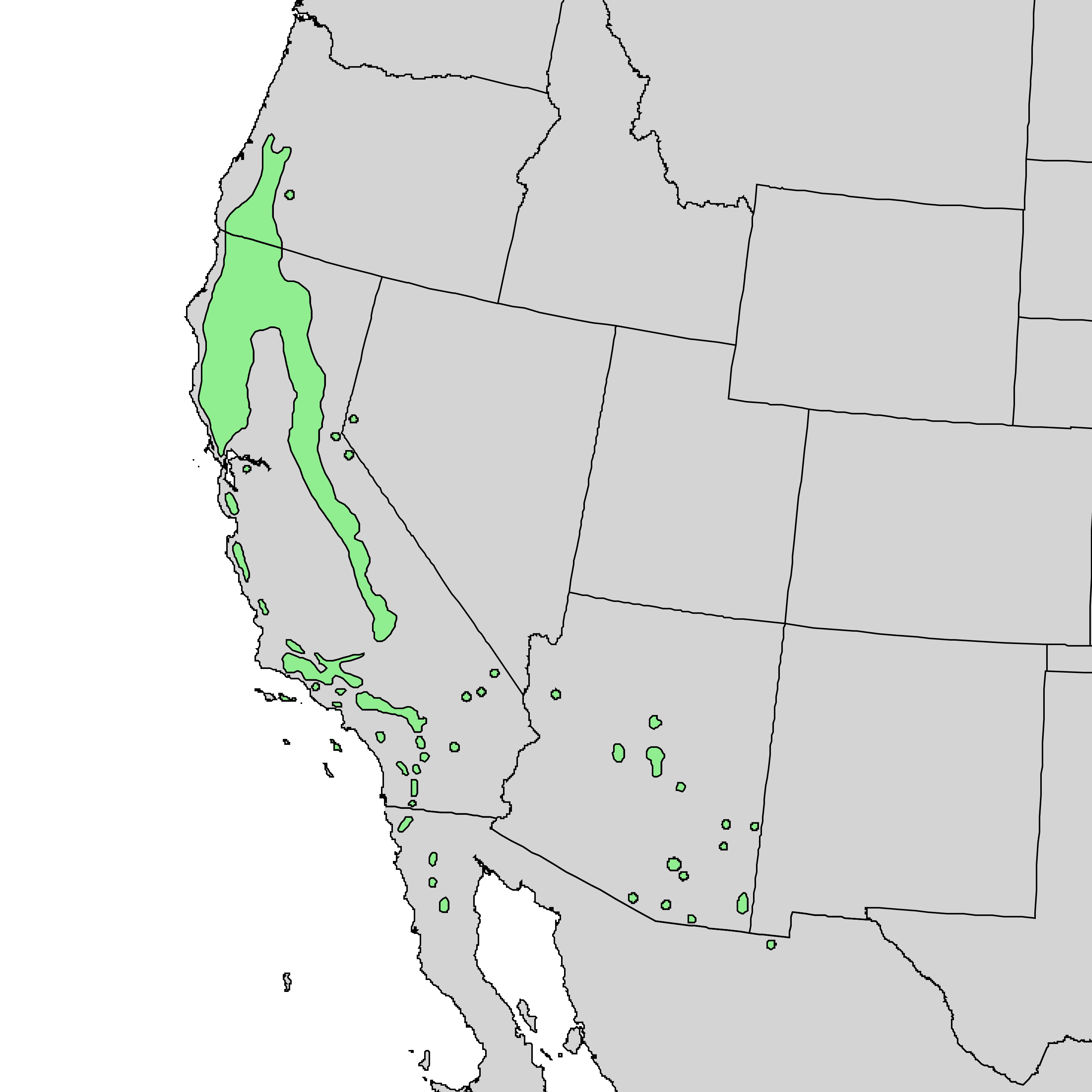
Karte des Verbreitungsgebietes von Quercus chrysolepis

Das natürliche Verbreitungsgebiet von Quercus chrysolepis umfasst die Gebirge im Südwesten der USA und den Norden Mexikos. Es erstreckt sich von der Kaskadenkette in Oregon über die Klamath Mountains und die Sierra Nevada in Kalifornien bis nach Baja California. Einzig in der Nähe der King Range in Kalifornien wächst Quercus chrysolepis in Küstennähe. Verstreute Bestände findet man zudem in den Gebirgen Arizonas, Süd-Nevadas, New Mexicos und Nordwest-Chihuahuas sowie auf den Kanalinseln vor der Küste Kaliforniens.
Quercus chrysolepis besiedelt vor allem Bergkämme, Canyons und feuchte Hänge. Man findet sie in Höhenlagen von 90 bis 2740 Metern. Die jährliche Niederschlagsmenge beträgt je nach Standort 150 bis 2790 mm, wobei der Großteil davon im Winter als Regen fällt. Quercus chrysolepis besiedelt viele verschiedene Bodenarten. Es werden meist aus Granit, Sedimenten oder Serpentin entstandene Alfisole und Inceptisole besiedelt. Auf schlecht gebildeten, steilen sowie steinigen Böden stellt sie die dominierende Art dar, während sie auf tiefgründigen Böden anderen Arten unterlegen ist und meist nur als Strauch wächst. Sie ist an den meisten Standorten sehr schattentolerant.

## Vergesellschaftung
In ihrem Verbreitungsgebiet bildet Quercus chrysolepis je nach Standort mit vielen verschiedenen Arten Mischbestände. Mit einigen Arten werden fast im gesamten Verbreitungsgebiet Bestände gebildet. So findet man Quercus chrysolepis in fast ganz Kalifornien vergesellschaftet mit der Arizona-Zypresse (Cupressus arizonica), Cupressus forbesii, Cupressus goveniana und mit Cupressus sargentii. Die Mischbestände können grob in acht Gruppen unterteilt werden:
- In den Wäldern Südwest-Oregons ist Quercus chrysolepis eine dominierende Baum- oder Strauchart und bildet vor allem mit dem Amerikanischen Erdbeerbaum (Arbutus menziesii), Castanopsis chrysophylla, Lithocarpus densiflorus sowie mit der Douglasie (Pseudotsuga menziesii) Mischbestände. In der Strauchschicht kommen Arctostaphylos canescens, Arctostaphylos patula und Ceanothus velutinus vor.[2]
- In den Wäldern der Klamath Mountains in Nord-Kaliforniens wächst Quercus chrysolepis als kleiner Baum oder Strauch unter dem Blätterdach von größeren Baumarten. Dominierende Baumarten sind die Kolorado-Tanne (Abies concolor), die Zucker-Kiefer (Pinus lambertiana) sowie die Gelb-Kiefer (Pinus ponderosa). Weiters kommen auch der Oregon-Ahorn (Acer macrophyllum), Nuttalls Blüten-Hartriegel (Cornus nuttallii) und Chrysolepis chrysophylla vor.[2]
- In den Küstengebirgen Nord-Kaliforniens ist Quercus chrysolepis eine Hauptbaumart der gemischt-immergrünen Wälder. Vergesellschaftete Baumarten sind der Amerikanische Erdbeerbaum (Arbutus menziesii), der Oregon-Ahorn (Acer macrophyllum), Lithocarpus densiflorus, die Gelb-Kiefer (Pinus ponderosa), die Douglasie (Pseudotsuga menziesii), Quercus agrifolia und der Kalifornische Lorbeer (Umbellularia californica).[2]
- In den zentralen Küstengebirge Kaliforniens kommt Quercus chrysolepis in gemischten Hartholzwäldern vor. Mischbaumarten sind unter anderem der Amerikanische Erdbeerbaum (Arbutus menziesii), Lithocarpus densiflorus, Pinus sabiniana, Quercus agrifolia, Blau-Eiche (Quercus douglasii), Kalifornische Schwarzeiche (Quercus kelloggii), Quercus wislizeni und der Kalifornische Lorbeer (Umbellularia californica). Im Unterholz kommt die Strauchart Arctostaphylos glandulosa häufig vor.[2]
- In der Sierra Nevada werden vor allem mit dem Oregon-Ahorn (Acer macrophyllum), die Einblättrige Kiefer (Pinus monophylla), Pinus sabiniana, der Blau-Eiche (Quercus douglasii), der Kalifornischen Schwarzeiche (Quercus kelloggii), Quercus wislizeni und dem Kalifornischen Lorbeer (Umbellularia californica) Mischbestände gebildet. In höheren Lagen kommen zudem noch die Gelb-Kiefer (Pinus ponderosa) sowie die Douglasie (Pseudotsuga menziesii) hinzu. In der Strauchschicht dominieren vor allem Bärentrauben (Arctostaphylos spec.), Heteromeles arbutifolia und die Gifteiche (Toxicodendron diversilobum). Vor allem in höheren Lagen kommt der Schwertfarn (Polystichum munitum) häufig in der Krautschicht vor.[2]
- In den Transverse Ranges von Süd-Kalifornien bildet sie Wälder mit der Jeffrey-Kiefer (Pinus jeffreyi), der Einblättrigen Kiefer (Pinus monophylla), der Gelb-Kiefer (Pinus ponderosa) sowie mit der Kalifornischen Schwarzeiche (Quercus kellogii). Arctostaphylos, Säckelblumen (Ceanothus), Cercocarpus betuloides, Cercocarpus ledifolius sowie strauchförmig wachsende Eichenarten bilden häufig die Strauchschicht.[2]
- In den Gebirgen Arizonas wächst Quercus chrysolepis hauptsächlich als Strauch in Douglasien- und Kiefernwäldern. Sie wächst dort gemeinsam mit dem Amerikanischen Erdbeerbaum (Arbutus menziesii), Ceanothus greggii, Cercocarpus-Arten, Garrya flavescens, der Gambel-Eiche (Quercus gambelii) sowie mit Robinia neomexicana.[2]
- In Baja California (Niederkalifornien) wächst die Art als Strauch oder niedriger Baum. Als Strauch kommt sie vor allem zusammen mit dem Amerikanischen Erdbeerbaum (Arbutus menziesii) und verschiedenen Eriogonum-Arten vor. An den Hängen von Canyons wächst sie als kleiner Baum und bildet mit Ceanothus, Quercus peninsularis und Kreuzdorn (Rhamnus) Bestände. In höheren Lagen tritt auch die Jeffrey-Kiefer (Pinus jeffreyi) als vergesellschaftete Art auf.[2]

## Systematik
Die Erstbeschreibung erfolgte 1854 durch Frederik Michael Liebmann in Oversigt over det kongelige danske videnskabernes selskabs forhandlinger og dets medlemmers arbeider, S. 173. Einige Synonyme für Quercus chrysolepis Liebm. sind Quercus crassipocula Torr., Quercus chrysophyllus Kellogg, Quercus fulvescens Kellogg sowie Quercus wilcoxii Rydb.. Quercus chrysolepis gehört zur Sektion Protobalanus in der Untergattung Quercus innerhalb der Gattung der Eichen (Quercus).
Sie gilt als eine der variationsreichsten nordamerikanischen Eichenarten und wurde deshalb früher in mehrere Varietäten und Formen unterteilt. Untersuchungen der innerartlichen Variationen stützen jedoch keine Unterteilung unterhalb der Artebene. Eine geographische Variation zwischen verschiedenen Beständen wurde jedoch nachgewiesen.
Hybride

Wo sich das natürliche Verbreitungsgebiet von Quercus chrysolepis mit dem von Quercus dunnii, Quercus palmeri und von Quercus vaccinifolia überschneidet werden Hybride gebildet. Auf den Kanalinseln hybridisiert Quercus chrysolepis mit Quercus tomentella

## Nutzung
Das Holz von Quercus chrysolepis wurde von den ersten kalifornischen Siedlern zur Herstellung von Booten, landwirtschaftlichen Geräten und Möbeln verwendet. Weiters fand es als Brennholz Verwendung. Obwohl es als hochwertiges Holz angesehen wird, wird es heute nur mehr selten genutzt.
Wegen seiner weit reichenden, immergrünen Baumkrone wird Quercus chrysolepis gelegentlich als Parkbaum gepflanzt. Da sie selbst auf kargen Böden wächst, wird sie zur Stabilisierung an steilen Hängen gepflanzt.

## Krankheiten und Schädlinge
Vor allem junge Bestände sind anfällig für Boden- und Kronenfeuer, da die Blätter verbrannt werden und die dünne Borke kaum Schutz vor der Hitze bietet. Bestände, die häufig von Waldbränden betroffen sind, bilden meist nur niedrigwüchsige Sträucher aus Bodenaustrieben.
Ein Befall mit dem Pilz Cronartium quercuum oder mit der Pflanzenart Phoradendron villosum führen zur Bildung von Hexenbesen.
Im Vergleich zu anderen Eichenarten wird Quercus chrysolepis nur von wenigen Schadinsekten befallen. In feuchten Jahren treten gelegentlich Schäden durch den Zahnspinner Phryganidia californica auf, während in trockenen Jahren eher der Prachtkäfer Agrilus angelicus anzutreffen ist. Die Eicheln werden vom Rüsselkäfer Curculio uniformis sowie vom Wickler Melissopus latiferreanus befallen. Weitere Schadinsekten, die jedoch nur geringe Schäden anrichten, sind der Zwergwickler Bucculatrix albertiella, die Glucke Malacosoma constrictum, der Eulenfalter Orgyia vetusta, der Holzbohrer Prionoxystus robiniae sowie der Bohrkäfer Melalgus confertus und verschiedene Käferarten der Gattung Pseudopityophthorus.
Sämlinge und junge Pflanzen werden häufig von Hirschen gefegt, was sich jedoch kaum auf die Entwicklung auswirkt. Die Eicheln werden von Eichhörnchen, Hirschen und Vögeln gefressen.